# Giác Hải
Thiền sư Giác Hải  (覺海, 1024 (? 1023) – 1138) là người họ Nguyễn , húy Nguyễn Viết Y (Nguyễn Quốc Y), pháp hiệu Giác Hải tính chiếu đại sư bài vị chùa viên quang ghi Diệu thông xung mặc hoằng hóa đại pháp sư là thiền sư Việt Nam thời nhà Lý, thuộc thế hệ thứ 10 dòng thiền Vô Ngôn Thông.

## Thân thế
Thiền sư Giác Hải tên húy là Nguyễn Viên Y (Nguyễn Quốc Y), sinh năm thứ 15 - Giáp Tý, niên hiệu Thuận Thiên (1023), mất ngày mùng 4 tháng giêng năm Thiệu Minh (1138) đời vua Lý Anh Tông, thọ 115 tuổi là người hương Hải Thanh, phủ Hải Thanh (đời trần là Thiên Thanh sau đổi là phủ Xuân Trường thuộc huyện Xuân Trường - Giao Thủy, tỉnh Nam Định)
Theo sách "Tân biên Nam Định tỉnh địa dư chí lược" (Phòng Địa chí - Thư viện tỉnh Nam Định chế bản) tại trang 146, trong mục chùa Keo thì: Không Lộ tên chính là Nguyễn Chí Thành người xã Điềm Xá huyện Gia Viễn cùng Nguyễn Viết Y người xã Loa Điền - Hải Thanh kết bạn với nhau, Chí Thành đạo hiệu là Không Lộ, Viết Y đạo hiệu là Giác Hải, sau gặp sư Từ Đạo Hạnh người Yên Lãng cùng sang Tây Trúc học đạo đều thành.
Theo Đại Nam nhất thống chí, Sư tên Quốc Y, hiệu Giác Hải, người Giao Thủy, Hải Nam, nhỏ theo nghề chèo chài lưới của cha. Sau bà mẹ đem về Yên Vệ (Yên Khánh, Ninh Bình) cùng với Nguyễn Minh Không (tức Lý Quốc Sư) kết bạn, đi Tây Trúc cầu đạo. Được đạo rồi, bèn trở về Giao Thủy, trụ trì chùa Nghiêm Quang tức Chùa Keo Hành Thiện ngày nay.
Theo Địa chí Nam Định thì ngài kết bạn với Dương Không Lộ, Từ đạo Hạnh và cùng sang Tây Trúc thành đạo.
Thiền sư có 2 người con trai được vua gia ân cho làm quan, bia ký chùa Viên Quang cho biết, cháu 4 đời Lý Tường Dĩnh làm đến Thái sư và cũng làm tăng như ngài.

## Hành trạng
Thuở thiếu thời, ông làm nghề đánh cá, thường lênh đênh trên sông biển.
Năm 25 tuổi, ông dứt bỏ thế nghiệp, xuống tóc đi tu. Lúc đầu, ông với Nguyễn Minh Không (có tài liệu ghi là Không Lộ) theo học đạo với nhà sư Hà Trạch ở chùa Diên Phước (sau sư trụ trì chùa này). Sau sư lại kế thừa dòng pháp Vô Ngôn Thông.
Thời vua Lý Nhân Tông (1072-1128), thiền sư Giác Hải và Thông Huyền chân nhân có lần được vời vào hoàng cung ngồi hầu vua. Mỗi lần vua ra chơi Hải Thanh bao giờ cũng vào chùa thăm ông trước.
Đến đời vua Lý Thần Tông (1128-1137), thiền sư Giác Hải được nhiều lần triệu vào cung, song ông đều viện cớ già yếu để từ chối.
Lúc sắp tịch, thiền sư gọi chúng đến dạy kệ rằng: 
Xuân lai hoa điệp thiện tri thì
Hoa điệp ưng tu cộng ứng kỳ
Hoa điệp bản lai giai thị huyễn
Mạc tu hoa điệp hướng tâm trì.
Dịch nghĩa:
Xuân sang hoa và bướm khéo quen với thời tiết.,
Hoa bướm đều cần phải thích ứng với kỳ hạn của chúng.
Nhưng hoa với bướm vốn dĩ đều là hư ảo
Chớ nên bận tâm về hoa với bướm.
Đêm ấy có ngôi sao lớn rơi xuống ngay góc đông nam nhà phương trượng. Thiền Sư ngồi nói chuyện đến sáng rồi ngồi ngay ngắn mà mất.. Vua xuống chiếu cho lấy thuế ba mươi hộ để cúng hương hỏa, và cho hai người con trai  của thiền sư ra làm quan để tỏ lòng khen thưởng.
Nhân dân các nơi lấy ngày mùng 4 tháng giêng làm ngày húy nhật ngài.

## Giai thoại
Sách Thiền uyển tập anh chép (dịch): 
Đời vua Lý Nhân Tông, Sư (Giác Hải) thường cùng Thông Huyền chân nhân, bị triệu vào nhà hóng mát hầu hạ, bỗng có tiếng cắc kè kêu nhau chối tai, đáng ghét. Vua khiến Huyền làm cho nó đừng kêu. Huyền bèn lâm râm niệm chú, làm rơi trước một con. Huyền cười Sư, Sư bảo "Đang còn một con, để đó cho Sa môn". Sư chú mục nhìn, trong giây lát, nó cũng rơi theo. Vua lấy làm lạ, làm một bài thơ khen:
"Giác Hải tâm như hải
Thông Huyền đạo lại huyền
Thần thông cùng biến hóa
Một Phật, một thần tiên".
Từ đó, tiếng tăm Sư vang khắp thiên hạ, tăng tục ngưỡng chuộng. Vua thường đối đãi Sư như bậc thầy. Mỗi lần ra chơi hành cung Hải Thanh, vua tất đến chùa Sư trước.
Một hôm, vua hỏi Sư: "Phép ứng chân thần túc, có thể được nghe chăng?". Sư bèn làm tám phép thần biến rồi vung thân lên hư không, cách đất vài trượng rồi lại hạ xuống. Vua và các quan đều vỗ tay khen ngợi. Do đó, vua ban cho pháp hiệu Giác Hải tính chiếu đại sư và một kiệu vai, để ra vào của khuyết...

## Di văn
(Một lần) có vị tăng hỏi: "Phật và chúng sinh ai khách, ai chủ?".
Sư dùng bài kệ đáp:
Bất giác nữ đầu bạch - Ai biết má đào mà bạc tóc
不覺女頭白  
不覺女頭白，
報你作者識。
若問佛境界，
龍門遭點額。
Phiên âm
" Liễu dụng nữ đầu bạch
Báo nhĩ tác giả thức
Nhược vẫn Phật cảnh giới
Long môn tao điểm ngạch"
Dịch nghĩa
Nào ai biết rằng trong cô gái trẻ trung đã thấy mái đầu bạc;
Nói cho người học đạo hiểu,
Nếu cứ lo tìm hỏi đâu là cõi Phật,
Thì cũng như cá chép nhảy thi ở Long Môn bị "chấm trán" (thi trượt-không vượt qua Long Môn) mà thôi.
Huệ Chi và Băng Thanh dịch thơ:
Ai biết má đào mà bạc tóc,
Khuyên người cầu học hiểu cho sâu.
Ví như cõi Phật hoài công hỏi,
Cá vượt Long môn bị điểm đầu.
Lê Mạnh Thát dịch thơ:
"Gái tơ chỏm tóc bạc
Báo ngươi tác giả biết
Nếu hỏi cảnh giới Phật
Long môn gặp điểm trán" .
Đỗ Quang Liên dịch thơ:
Má đào ai biết bạc đầu,
Khuyên người cầu học hiểu sâu khỏi nhầm;
Lo tìm cõi Phật mênh mông,
Ví như cá nhảy Long Môn chấm đầu!

Một bài thơ (kệ) khác của thiền sư Giác Hải cũng được in trong tập Thơ văn Lý Trần
Hoa diệp - hoa và bướm
春來花蝶善知時,
花蝶應須共應期.
花蝶本來皆是幻,
莫須花蝶向心持.
Phiên âm:
Xuân lai hoa điệp thiện tri thì,
Hoa điệp ứng tu cộng ứng kỳ.
Hoa điệp bản lai giai thị huyễn,
Mạc tu hoa điệp hướng tâm trì.
Dịch nghĩa:
Xuân sang hoa và bướm khéo quen với thời tiết.,
Hoa bướm đều cần phải thích ứng với kỳ hạn của chúng.
Nhưng hoa với bướm vốn dĩ đều là hư ảo
Chớ nên bận tâm về hoa với bướm.
Ngô Tất Tố dịch thơ:
Xuân sang hoa bướm khéo quen thì,
Bướm lượn hoa cười vẫn đúng kỳ.
Nên biết bướm hoa đều huyền ảo,
Thây hoa, mặc bướm, để lòng chi.
Lê MạnhThát dịch thơ:
Xuân đến bướm hoa khéo biết thì,
Cần nhau hoa bướm biết nhau khi.
Bướm hoa vốn thảy đều hư huyễn,
Chớ đem hoa bướm giữ lòng chi.
Một dị bản khác trong địa dư Quỳnh Côi:
"Xuân lai hoa diệp tiện chi thi
Hoa diệp ưng tu đã ứng kỳ
Hoa diệp bản lai giai thị ảo
Mạc tu tiều táo hướng tâm trì"

## Thờ ở làng Nghĩa Xá
Di tích lịch sử văn hóa chùa Viên Quang được Bộ văn hóa thông tin xếp hạng năm 1991, thuộc làng Nghĩa Xá - Xuân Ninh - Xuân Trường - Nam Định là nơi thiền sư Giác Hải trụ trì và viên tịch. Chùa có lối bài trí tiền Phật hậu Thánh.
Tại đây còn lưu giữ tấm bia đá "Viên Quang tự bi minh tính tự" do Dĩnh Đạt soạn đề năm Thiên Trù Duệ Vũ thứ ba (1122) ca ngợi công đức ngài Giác Hải.
Ban đầu thời Lý, chùa dựng ở vạn Giao Thủy, hương Hải Thanh, tên chữ Diên Phúc, vua Lý Anh Tôn dổi làm Viên Quang sau dời đổi về xứ Bát Dương phủ Xuân Trường (ngày nay là khu vực Nam Hồng - Nam Trực - Nam Định) đến năm 1866 sông xói lở nhân dân dời về khu Lục Cơ - Hộ Xá sau đổi Nghĩa Xá - Xuân Trường- Nam Định.
Theo Ngô Vi Liễn thì chùa còn có tháp mộ thờ ngài Nguyễn Minh Không

## Thờ ở làng Yên Vệ
Làng Yên Vệ thuộc xã Khánh Phú huyện Yên Khánh, tỉnh Ninh Bình. Nơi đây có đền thượng và chùa Phúc Long, là một quần thể kiến trúc có giá trị về lịch sử và văn hoá. Chùa Phúc Long thờ phật và thờ Tiên thiên Thánh Mẫu, mẹ của Giác Hải thiền sư. Đền Thượng thờ tam thánh: Giác Hải, Từ Đạo Hạnh và Nguyễn Minh Không.
Lễ hội làng Yên Vệ hàng năm được tổ chức vào ngày mồng 4 tháng giêng là ngày giỗ của Giác Hải, sau khi tế thánh có thi đấu vật.

## Sách tham khảo
- Sách Thiền uyển tập anh, mục: "Thiền sư Giác Hải". Bản dịch của Ngô Đức Thọ-Nguyễn Thúy Nga. Nhà xuất bản Văn học, 1990. Bản điện tử ở đây:  Lưu trữ ngày 27 tháng 8 năm 2011 tại Wayback Machine
- Sách Thiền uyển tập anh, mục: "Thiền sư Giác Hải" bản dịch của Lê Mạnh Thát. Nhà xuất bản Thành phố Hồ Chí Minh, 1999. Bản điện tử ở đây: [liên kết hỏng]
- Thích Thanh Từ, Thiền sư Việt Nam, mục: "Thiền sư Giác Hải". Thành hội Phật giáo Thành phố Hồ Chí Minh ấn hành năm 1992.
- Nguyễn Q. Thắng-Nguyễn Bá Thế, Từ điển nhân vật lịch sử Việt Nam, mục từ: "Nguyễn Giác Hải". Nhà xuất bản Khoa học xã hội, 1992.
- Thơ văn Lý Trần tập 1. Nhà xuất bản Khoa học xã hội, 1977, trang 443 thiền sư Giác Hải; trang 450 "Viên Quang tự bi minh tính tự"